# Fuerzas Armadas de Ucrania
Las Fuerzas Armadas de Ucrania (en ucraniano: Збройні сили України; TR: Zbròiñi sýly Ukraïny) son el conjunto de estructuras de defensa nacional de Ucrania, y que de acuerdo a la Constitución ucraniana tienen el deber de salvaguardar la soberanía y la integridad territorial nacional. Están estructuradas en diversas ramas, todas dependientes y administradas por el Ministerio de Defensa de Ucrania, bajo el mando operativo del Estado Mayor y el mando supremo del jefe del Estado. 
Tras heredar su doctrina de la disuelta URSS, las Fuerzas Armadas de Ucrania han recorrido una pronunciada evolución desde su restauración en 1991, involucrándose en conflictos menores cooperando con la OTAN y estableciendo la integración en la organización como su objetivo estratégico.En los años recientes, las Fuerzas Armadas han desempeñado un papel fundamental para la soberanía de Ucrania en la guerra de Dombás y la invasión rusa de Ucrania.

## Historia
La historia de las Fuerzas Armadas de Ucrania se remonta a la Primera Guerra Mundial, Ucrania proclamó su independencia y formó su propio ejército, pero fue incapaz de consolidar su soberanía en medio de la guerra civil rusa y las intervenciones extranjeras. El recién formado Ejército de la República Popular de Ucrania (UNR) intentó consolidar la independencia del país, pero enfrentó múltiples desafíos, incluyendo la intervención de fuerzas bolcheviques, polacas y del Movimiento Blanco, lo que finalmente llevó a la derrota de las fuerzas independentistas y la incorporación de gran parte de Ucrania a la Unión Soviética.
En la Segunda Guerra Mundial, Ucrania fue un escenario clave del conflicto, y su territorio fue invadido por las fuerzas nazis en 1941. Durante este período, muchos ucranianos sirvieron en el Ejército Rojo soviético, contribuyendo significativamente a la derrota de la Alemania nazi. Paralelamente, grupos nacionalistas, como el Ejército Insurgente Ucraniano (UPA), lucharon tanto contra las fuerzas alemanas como soviéticas, con el objetivo de establecer un estado ucraniano independiente. Sin embargo, tras la victoria aliada en 1945, Ucrania se consolidó como una república dentro de la Unión Soviética, y su territorio quedó bajo control soviético. Durante el período soviético, Ucrania no tenía un ejército independiente, ya que todas las fuerzas militares en su territorio formaban parte del ejército soviético. Sin embargo, la región albergaba importantes bases militares, arsenales y centros de entrenamiento que desempeñaron un papel crucial en la estructura militar de la URSS.
Con la disolución de la Unión Soviética en 1991, Ucrania declaró su independencia y estableció sus propias Fuerzas Armadas, heredando una porción significativa del equipamiento y personal del ejército soviético. En los años posteriores, las Fuerzas Armadas de Ucrania enfrentaron numerosos desafíos, incluyendo la reducción de efectivos, la modernización del equipo heredado y la reestructuración organizativa. El conflicto en el este de Ucrania y la anexión de Crimea por Rusia en 2014 marcaron un punto de inflexión, acelerando la modernización militar y aumentando la cooperación con países occidentales y la OTAN. Desde entonces, las Fuerzas Armadas ucranianas han jugado un papel crucial en la defensa de la soberanía e integridad territorial tras la invasión rusa de 2022.

## Estructura

### Ramas
| Cuerpos | Cuerpos          |
| ------- | ---------------- |
|         | Fuerza Terrestre |
|         | Fuerza Aérea     |
|         | Armada           |

#### Fuerzas Terrestres
Las Fuerzas Terrestres de Ucrania son la rama más grande y principal de las Fuerzas Armadas de Ucrania, encargadas de la defensa terrestre del país y de realizar operaciones militares en diversos terrenos y condiciones. Fundadas oficialmente tras la independencia de Ucrania en 1991, estas fuerzas heredaron una gran cantidad de personal y equipo del antiguo ejército soviético, lo que les proporcionó una base sólida sobre la cual construir sus capacidades. Están organizadas en varias divisiones, brigadas y regimientos, cada uno especializado en diferentes aspectos del combate terrestre. Esto incluye infantería, artillería, unidades blindadas, fuerzas de misiles, y tropas de defensa antiaérea. La estructura también incorpora unidades de apoyo, como ingenieros, logística, y médicos, esenciales para mantener la operatividad de las tropas en el campo de batalla.

El equipamiento de las Fuerzas Terrestres de Ucrania incluye una variedad de vehículos de combate, artillería, y sistemas de defensa adquiridos tanto de la era soviética como de producciones más recientes y donaciones de estados aliados. Los vehículos blindados principales incluyen el tanque T-64 y el T-84, con cantidades inferiores de Leopard 2, Leopard 1, Challenger 2 y M1 Abrams. La artillería pesada está compuesta por sistemas como el BM-21 Grad o el 2S3 Akatsiya, mientras que los sistemas de misiles tácticos como el Tochka-U o los HIMARS proporcionan capacidades de ataque a largo alcance.

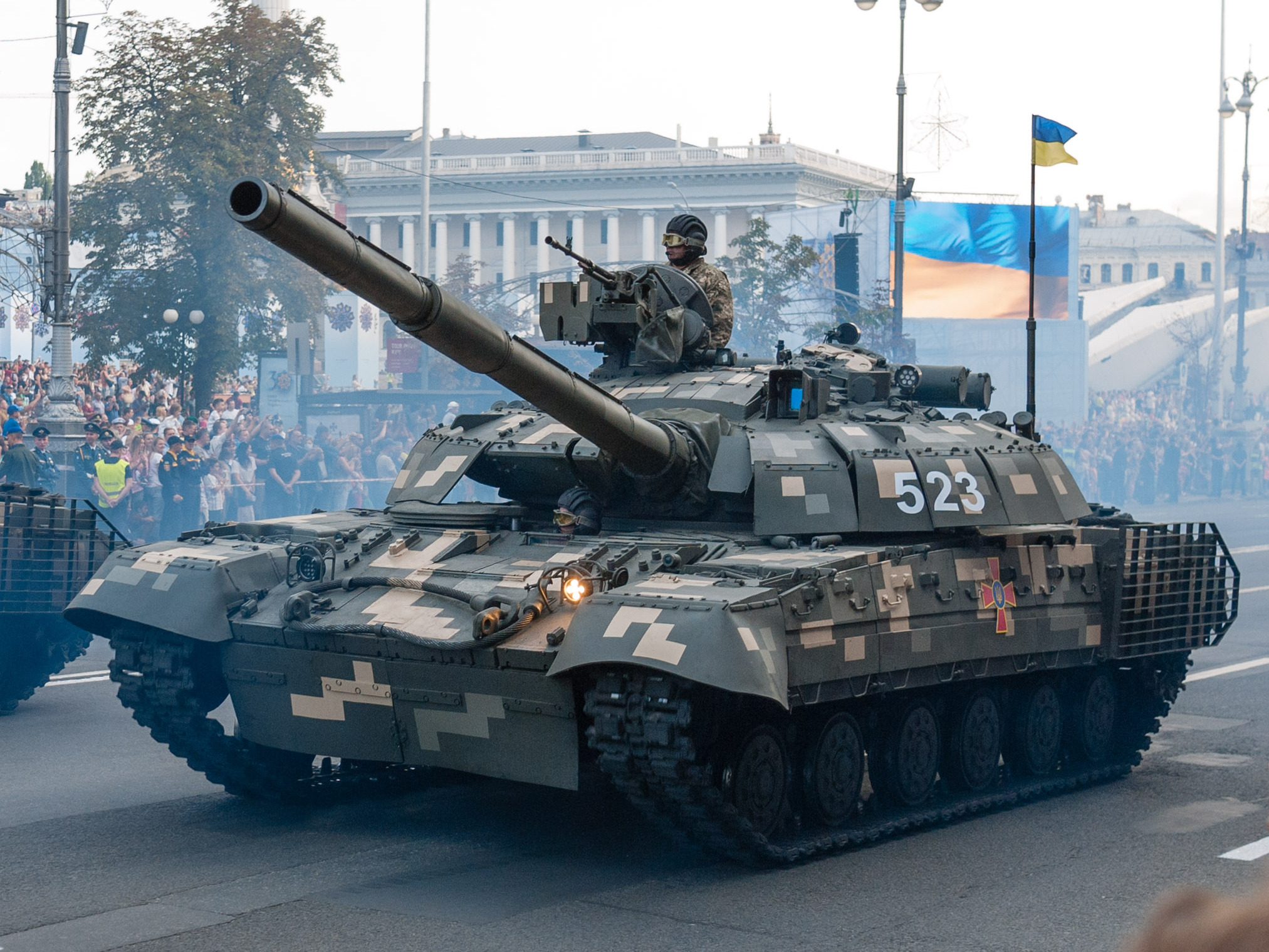
T-64BM2
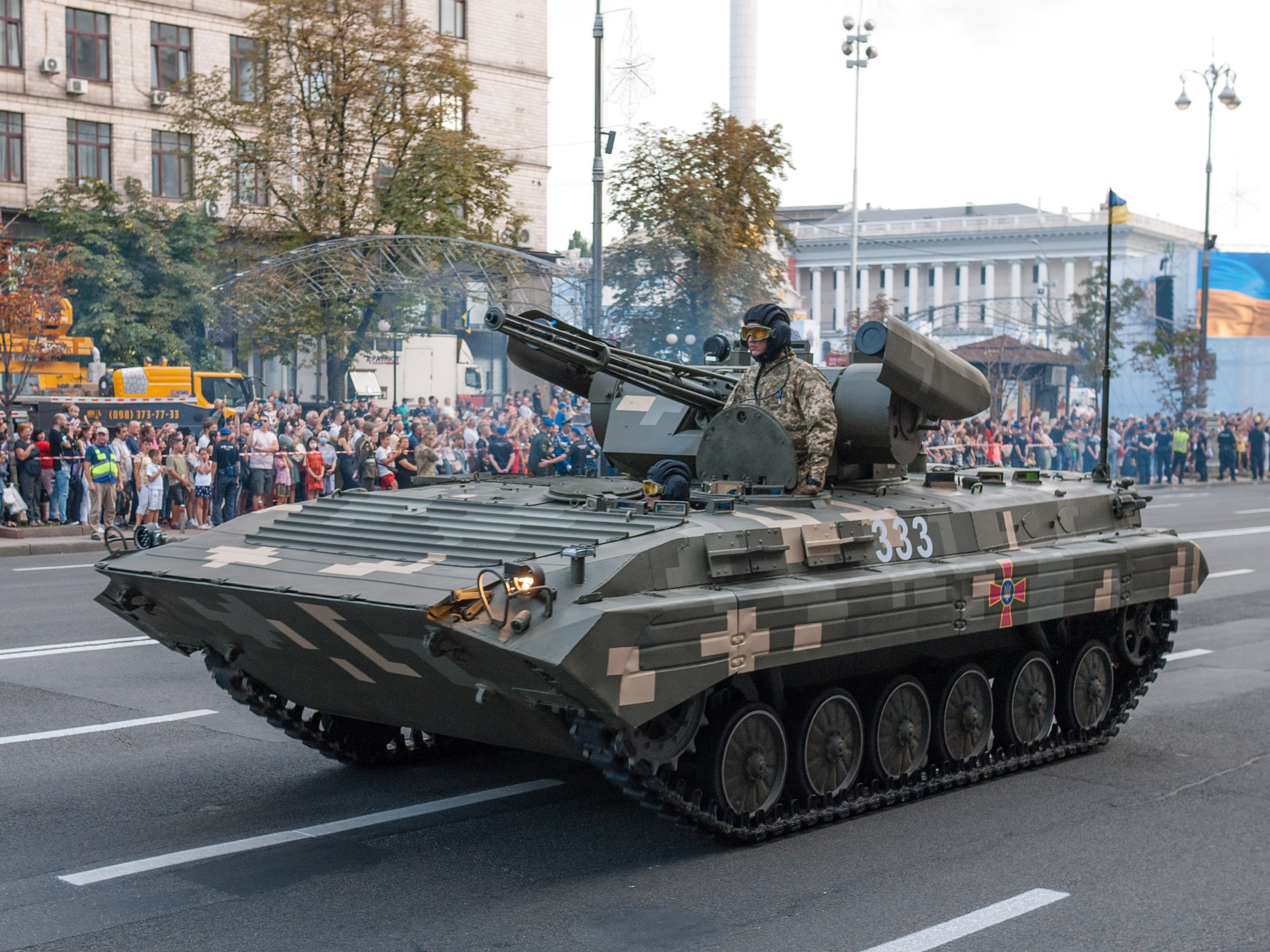
BMP-1TS
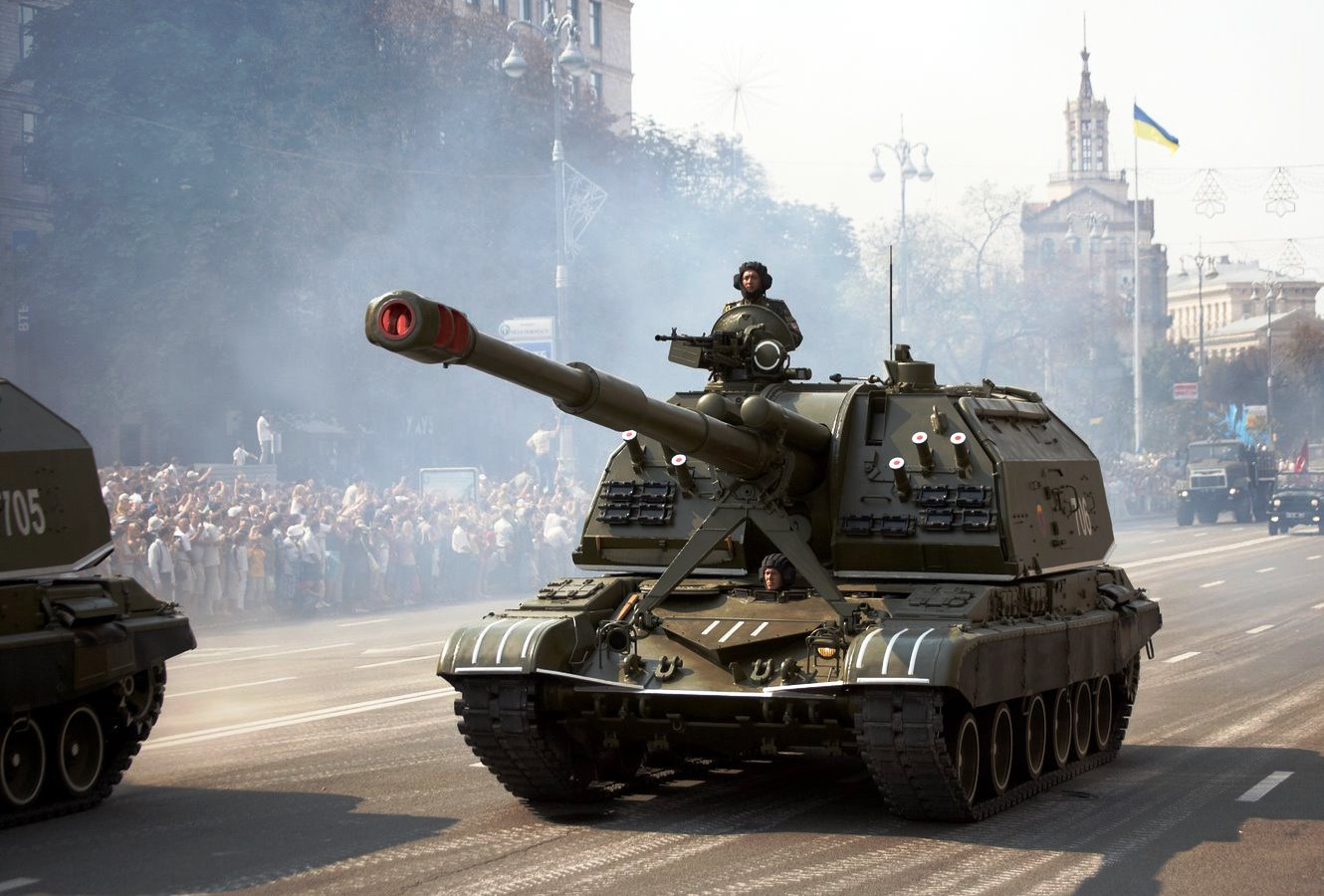
2S19 Msta-S
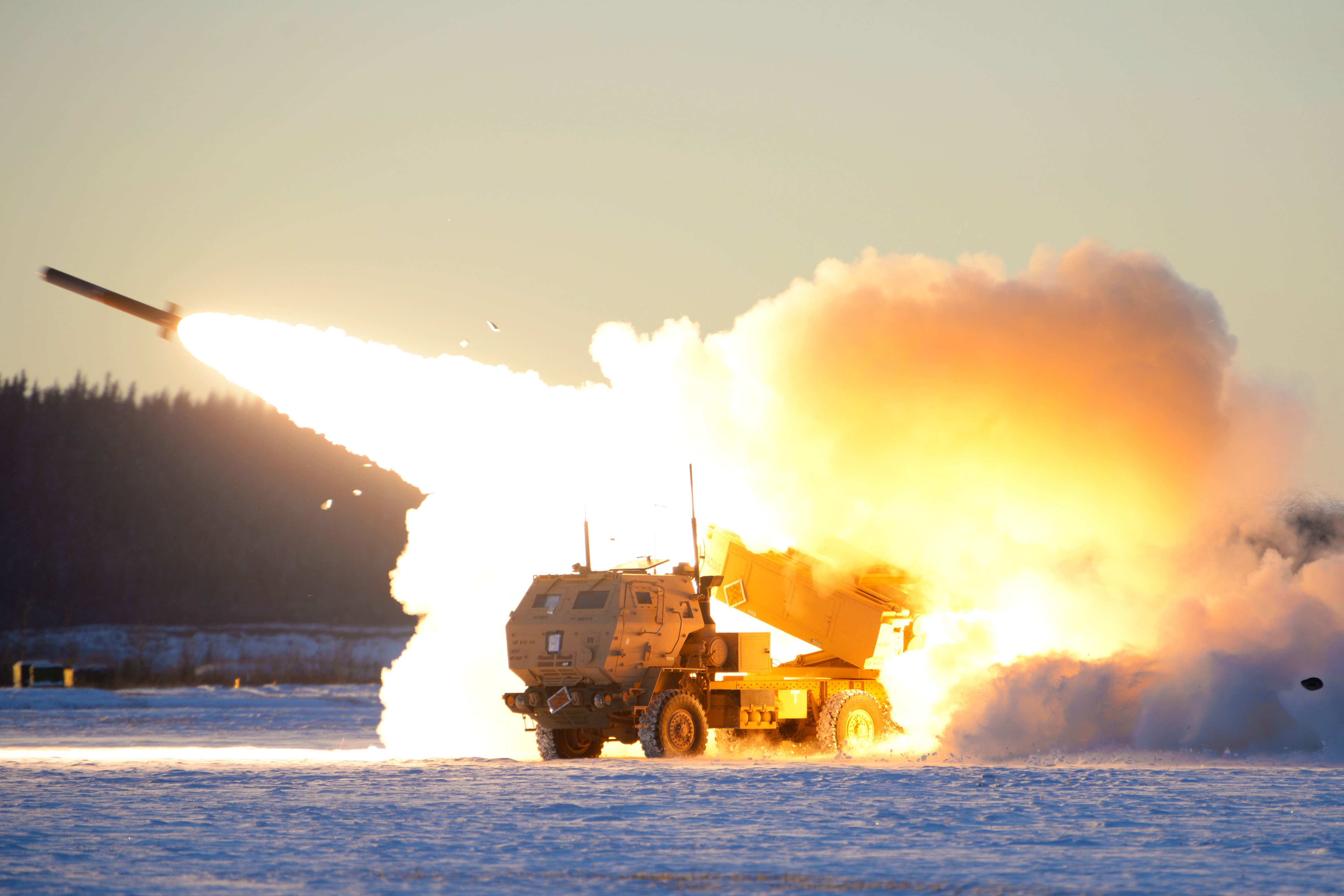
HIMARS
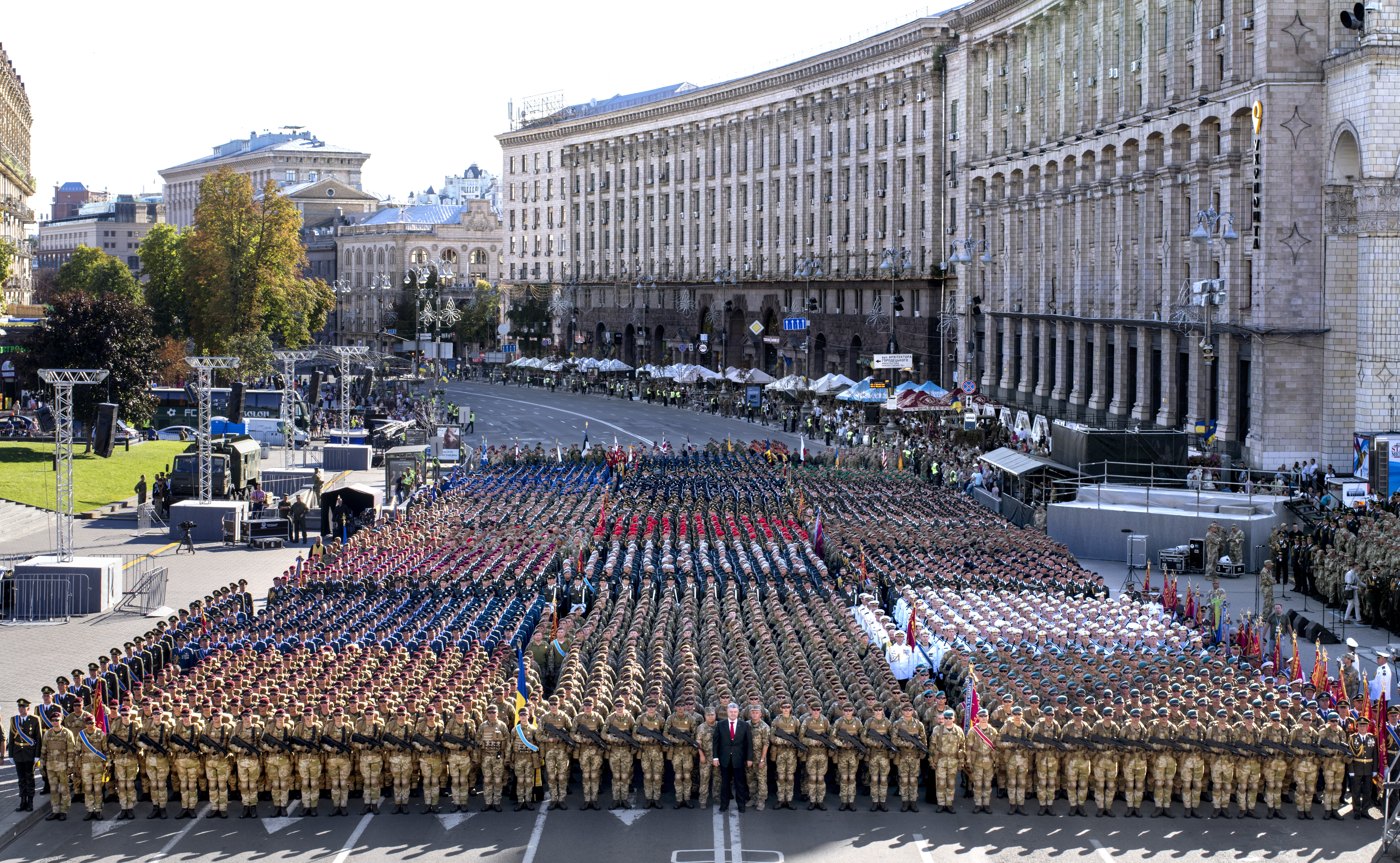
Tropas terrestres

#### Fuerzas Aéreas
Las Fuerzas Aéreas de Ucrania son la rama de las Fuerzas Armadas ucranianas responsable de la defensa del espacio aéreo del país, así como de llevar a cabo operaciones aéreas estratégicas y tácticas. Fundadas oficialmente en 1992 tras la independencia de Ucrania, las Fuerzas Aéreas heredaron una parte significativa del equipamiento y personal del antiguo ejército soviético, incluyendo bases aéreas, aviones de combate y sistemas de defensa aérea. Su misión principal es proteger el espacio aéreo ucraniano, apoyar a las fuerzas terrestres y navales, y realizar operaciones de reconocimiento, transporte y ataque.

El equipamiento de las Fuerzas Aéreas de Ucrania incluye una variedad de aeronaves de origen soviético, modernizadas en muchos casos para cumplir con los estándares actuales. Entre los aviones de combate más destacados se encuentran el MiG-29, el Su-27 y el F-16 que son los principales cazas de superioridad aérea, así como el Su-25, utilizado para ataques a tierra. También disponen de bombarderos tácticos Su-24 y aviones de transporte como el Il-76. Además, Ucrania ha avanzado en la modernización de su defensa aérea, integrando sistemas de misiles tierra-aire como el S-300, el Buk-M1, el MIM-104 Patriot o el IRIS-T. En los últimos años, y en respuesta a las amenazas externas, las Fuerzas Aéreas ucranianas han intensificado sus esfuerzos por actualizar su flota y mejorar sus capacidades de defensa, buscando adquirir tecnología más avanzada y mejorar la interoperabilidad con los estándares de la OTAN.

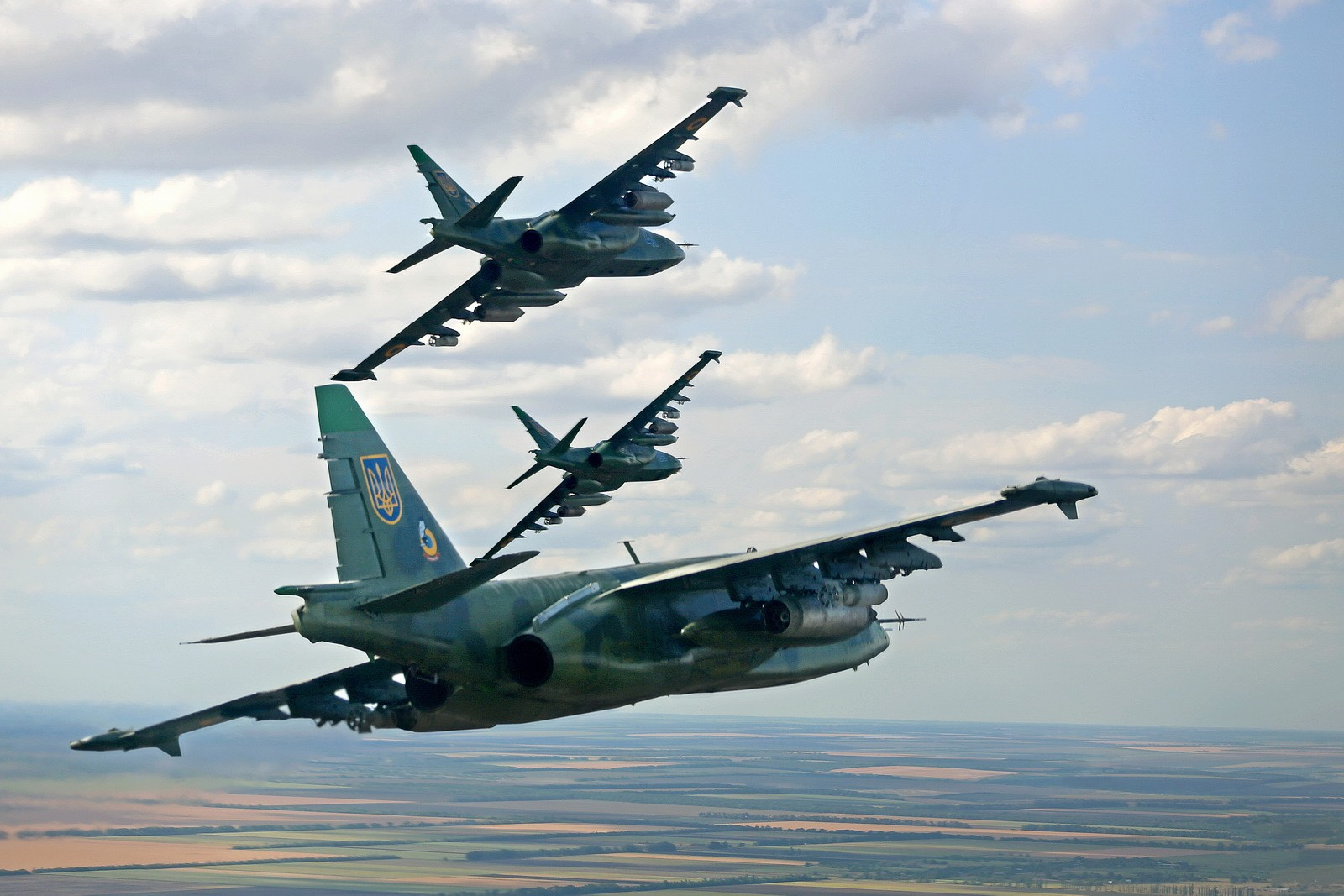
Su-25
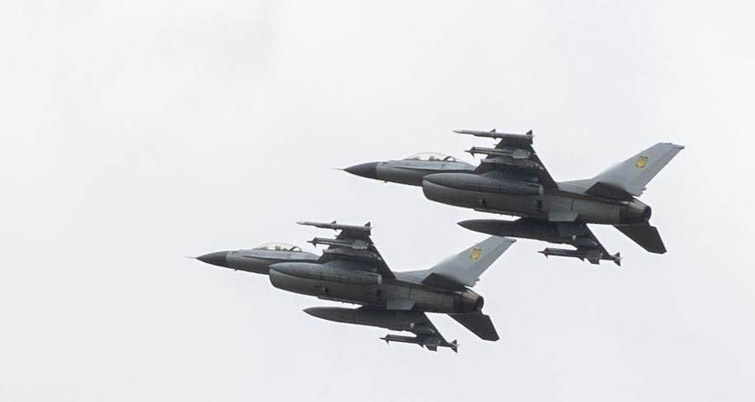
F-16
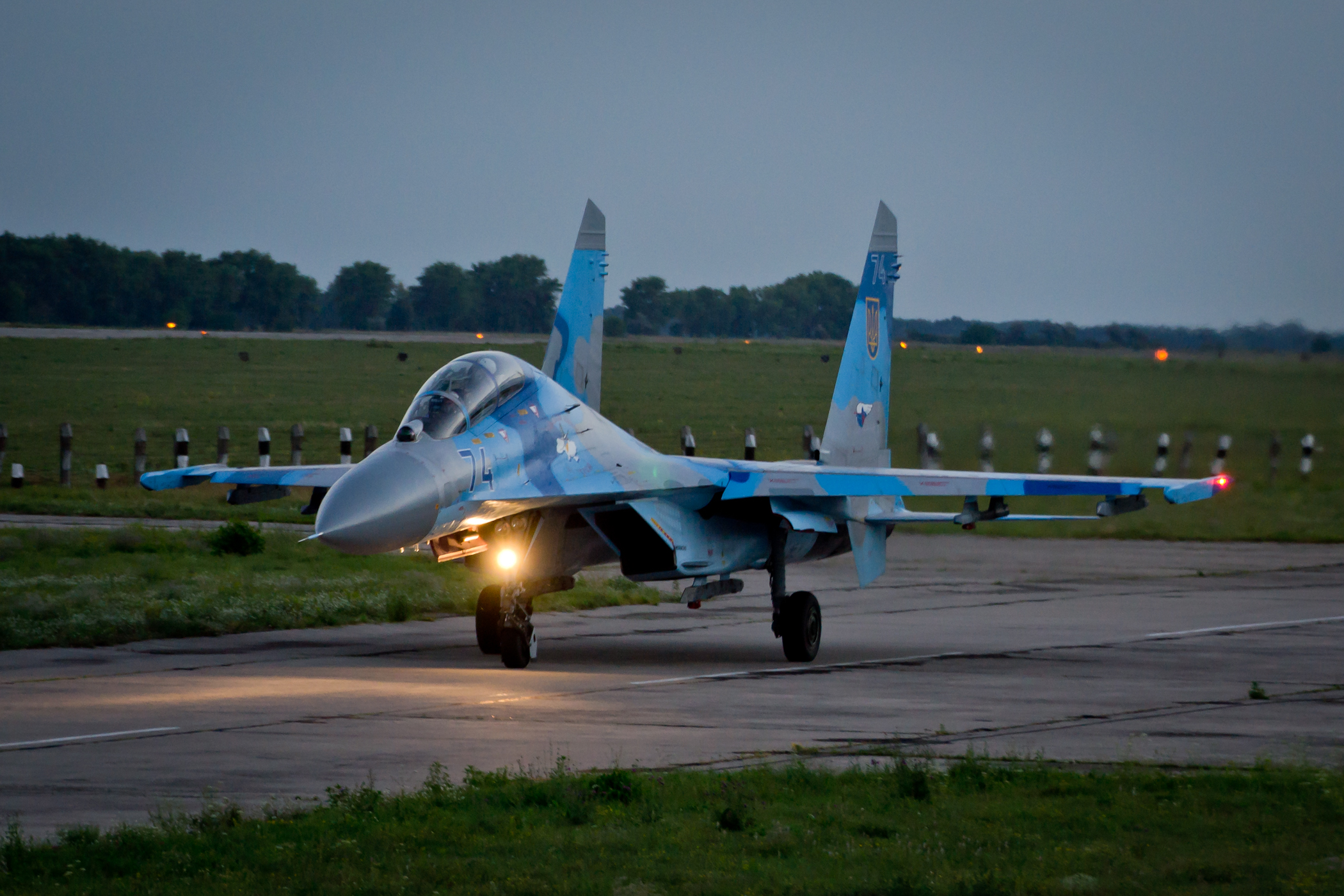
Su-27
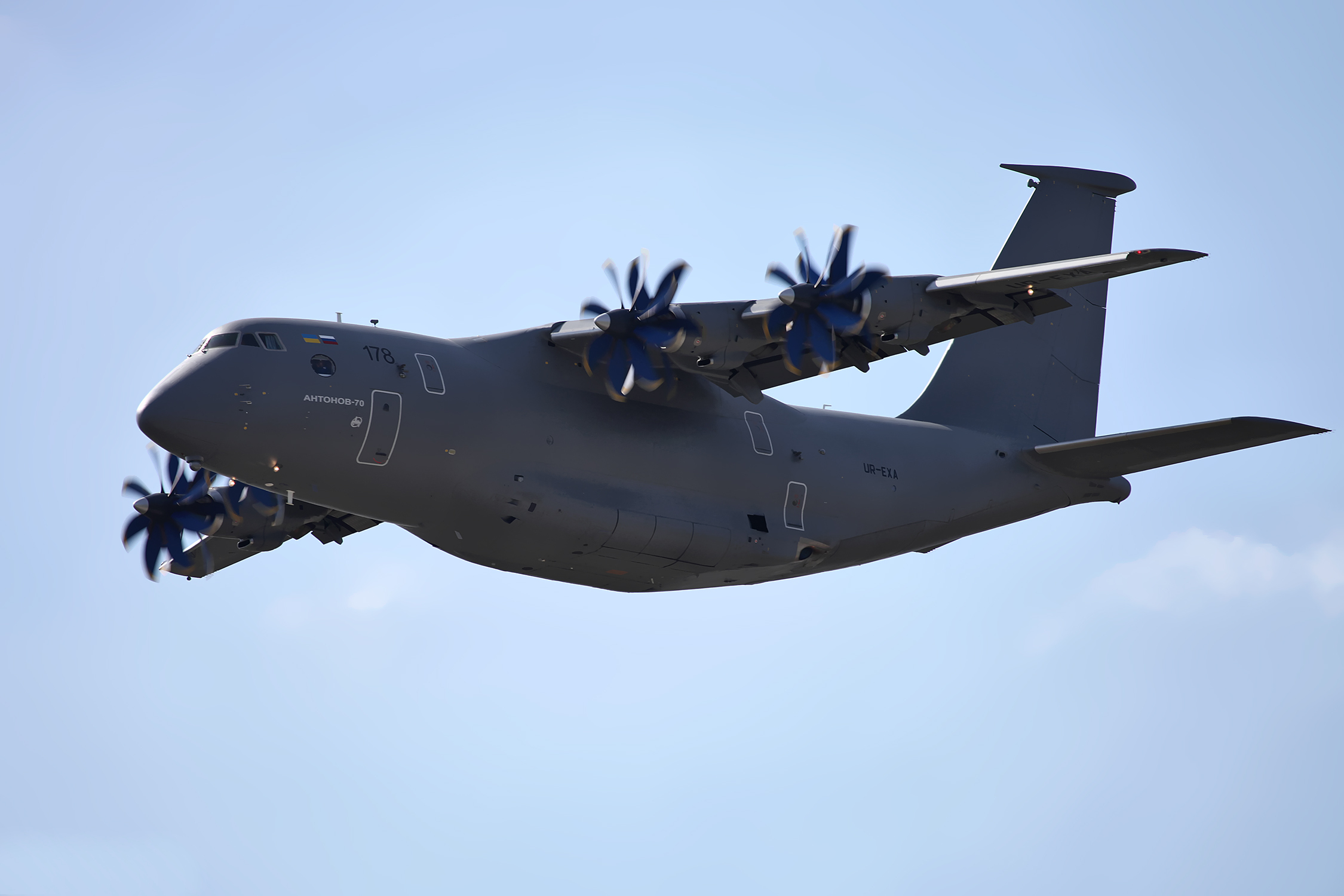
An-70
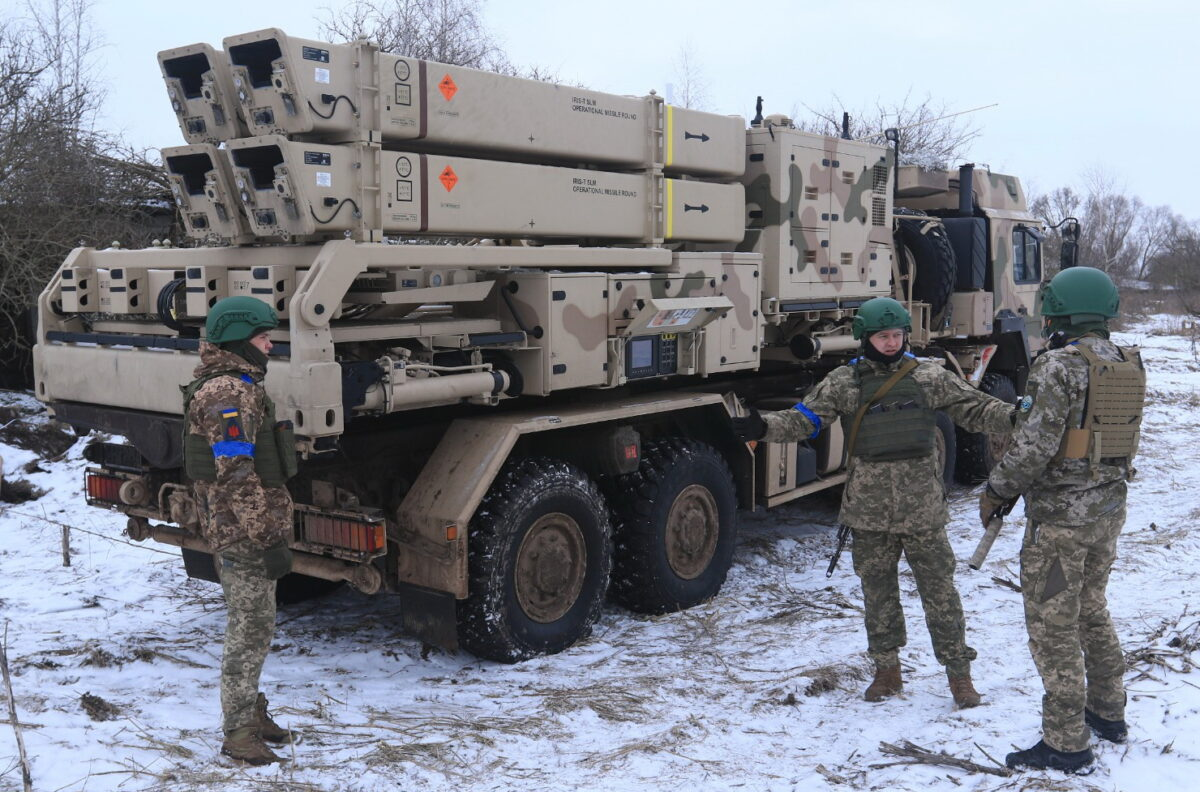
IRIS-T

#### Armada
La Armada de Ucrania es la rama marítima de las Fuerzas Armadas de Ucrania, encargada de la defensa de los intereses nacionales en el mar Negro y el mar de Azov, así como de la protección de las costas y de las rutas marítimas clave del país. Establecida tras la independencia de Ucrania en 1992, la Armada ha jugado un papel vital en la defensa nacional, aunque ha enfrentado desafíos significativos a lo largo de su historia, particularmente tras la anexión de Crimea por Rusia en 2014 y la invasión rusa de 2022. 
La Armada de Ucrania está estructurada en varias flotillas y unidades operativas, que incluyen fuerzas de superficie, submarinas, de defensa costera, y aviación naval. Su cuartel general y principal base naval se encuentran en Odesa, una de las principales ciudades portuarias de Ucrania.

La flota está compuesta principalmente por pequeñas embarcaciones de patrulla y ataque rápido, como las lanchas blindadas de la clase Gyurza-M y las patrulleras clase Island, adquiridas y modernizadas con la ayuda de Estados Unidos y otros aliados. Estas embarcaciones están diseñadas para misiones de defensa costera y operaciones en aguas poco profundas, estando equipadas con armamento ligero, misiles y sistemas de defensa adecuados para el entorno del mar Negro. Ucrania también ha iniciado la integración de nuevas corbetas de la clase Ada, desarrolladas en cooperación con Turquía, lo que representa un avance importante en la capacidad de combate de la Armada. Además, el sistema de misiles antibuque Neptuno, de fabricación ucraniana, ha sido desplegado en la defensa costera, proporcionando una capacidad de ataque eficaz contra buques enemigos en el mar Negro, reforzando así la defensa de sus fronteras marítimas.

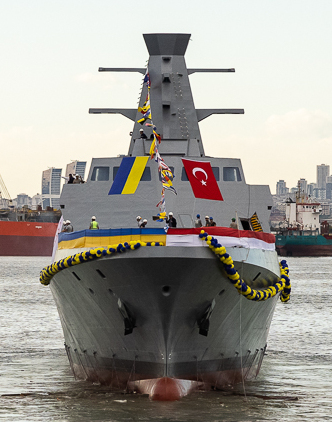
Corbeta Hetman Iván Mazepa
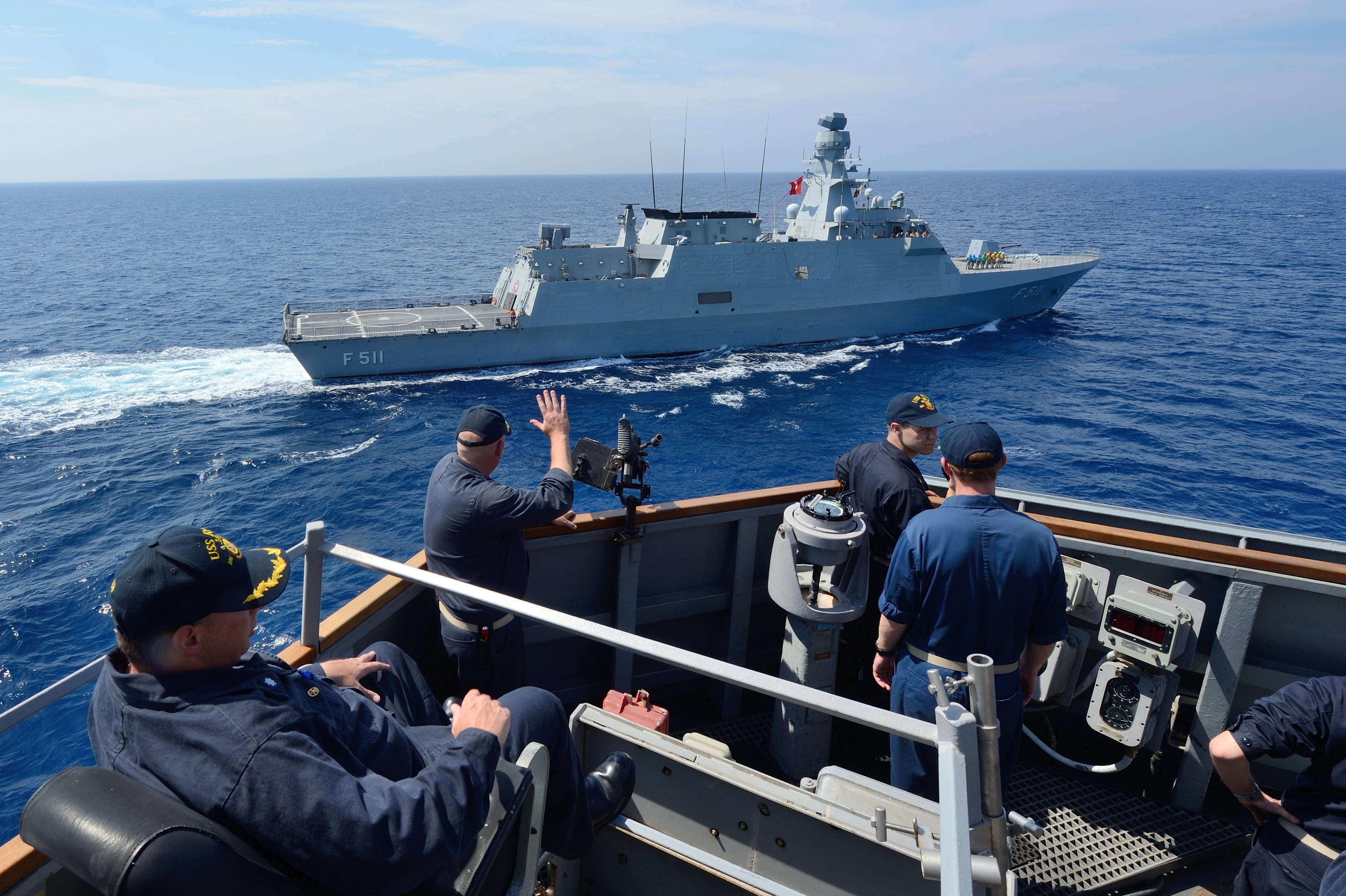
Corbeta Hetman Iván Vigorovski
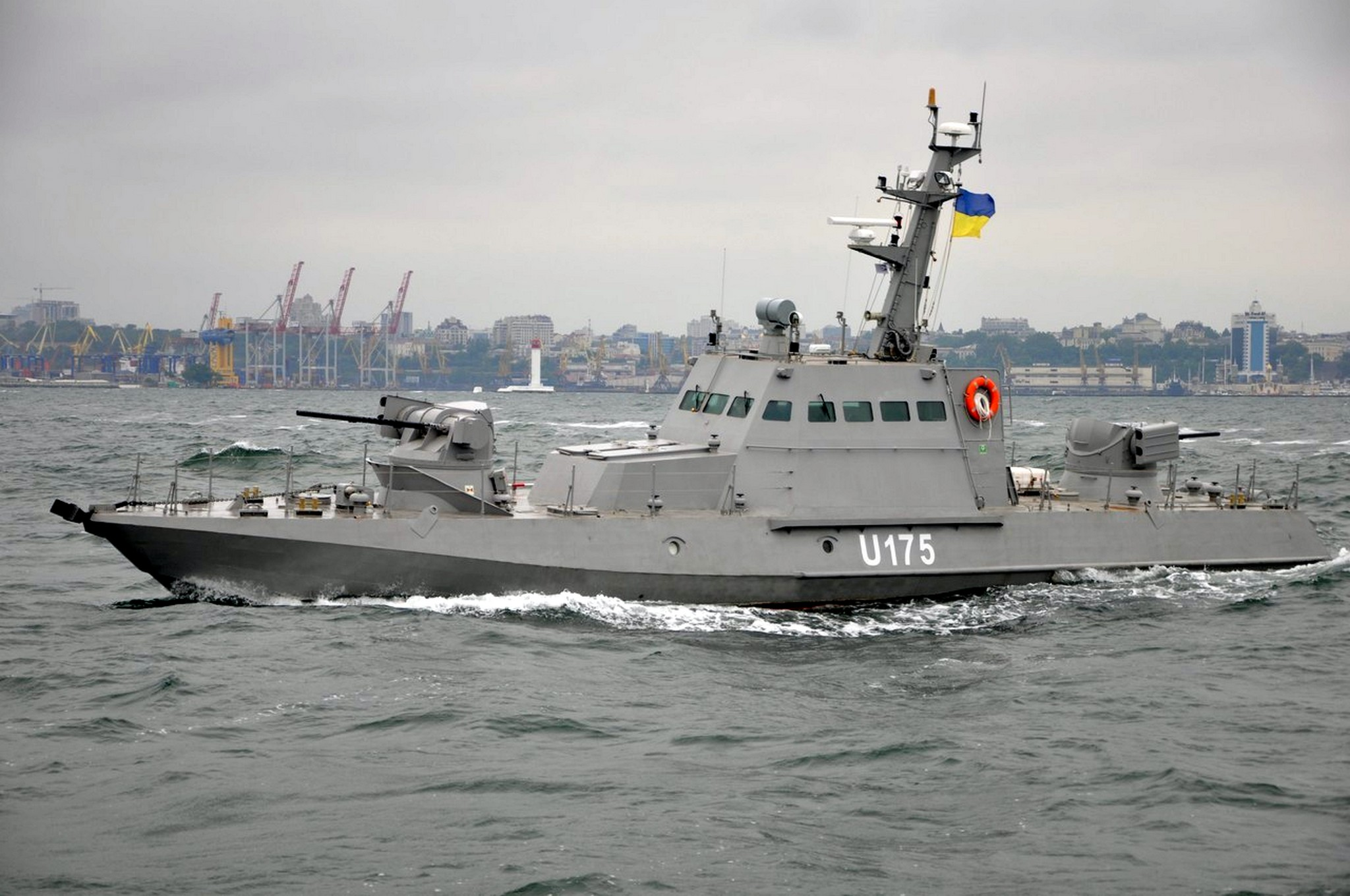
Gyurza-M
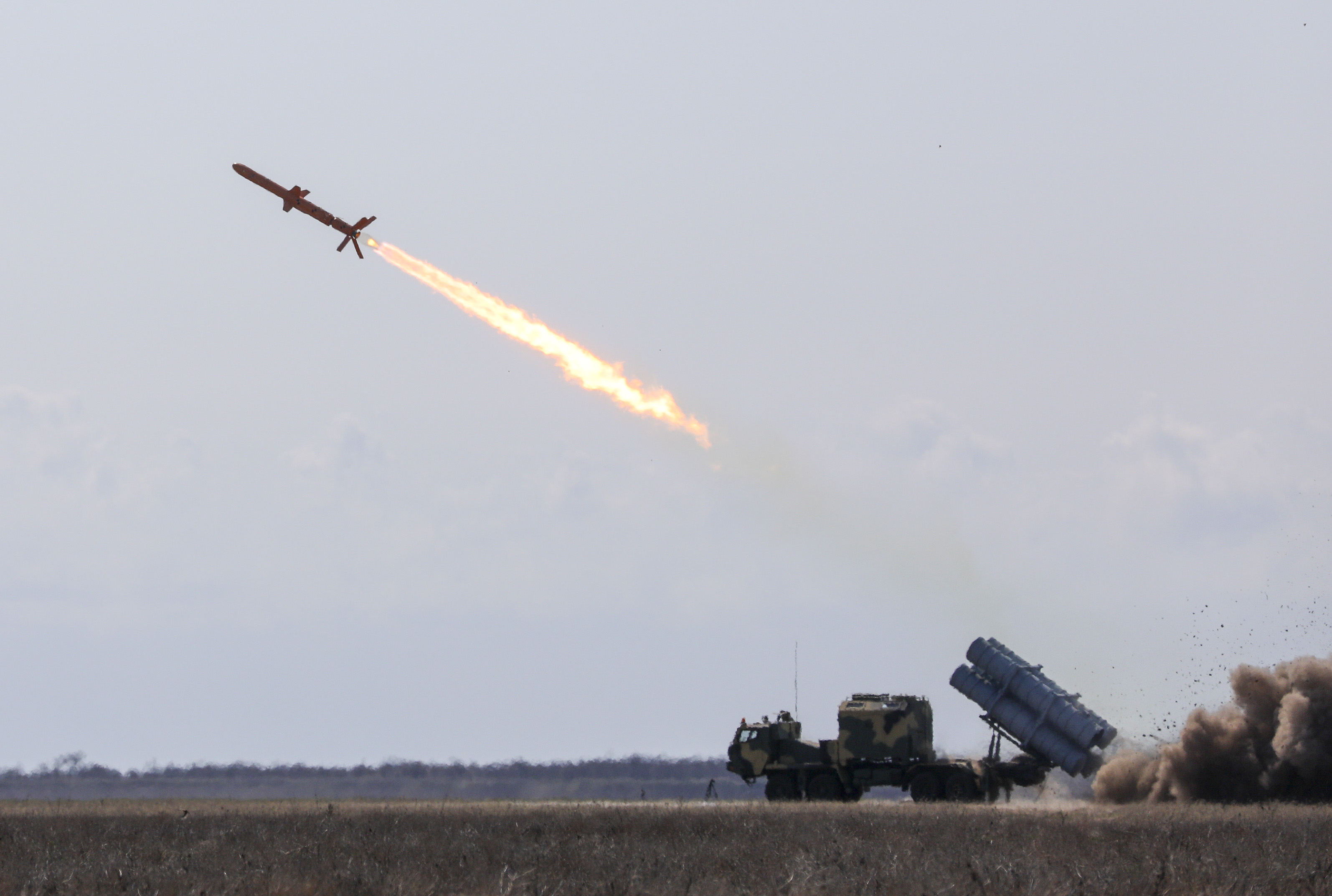
Misil de crucero Neptuno
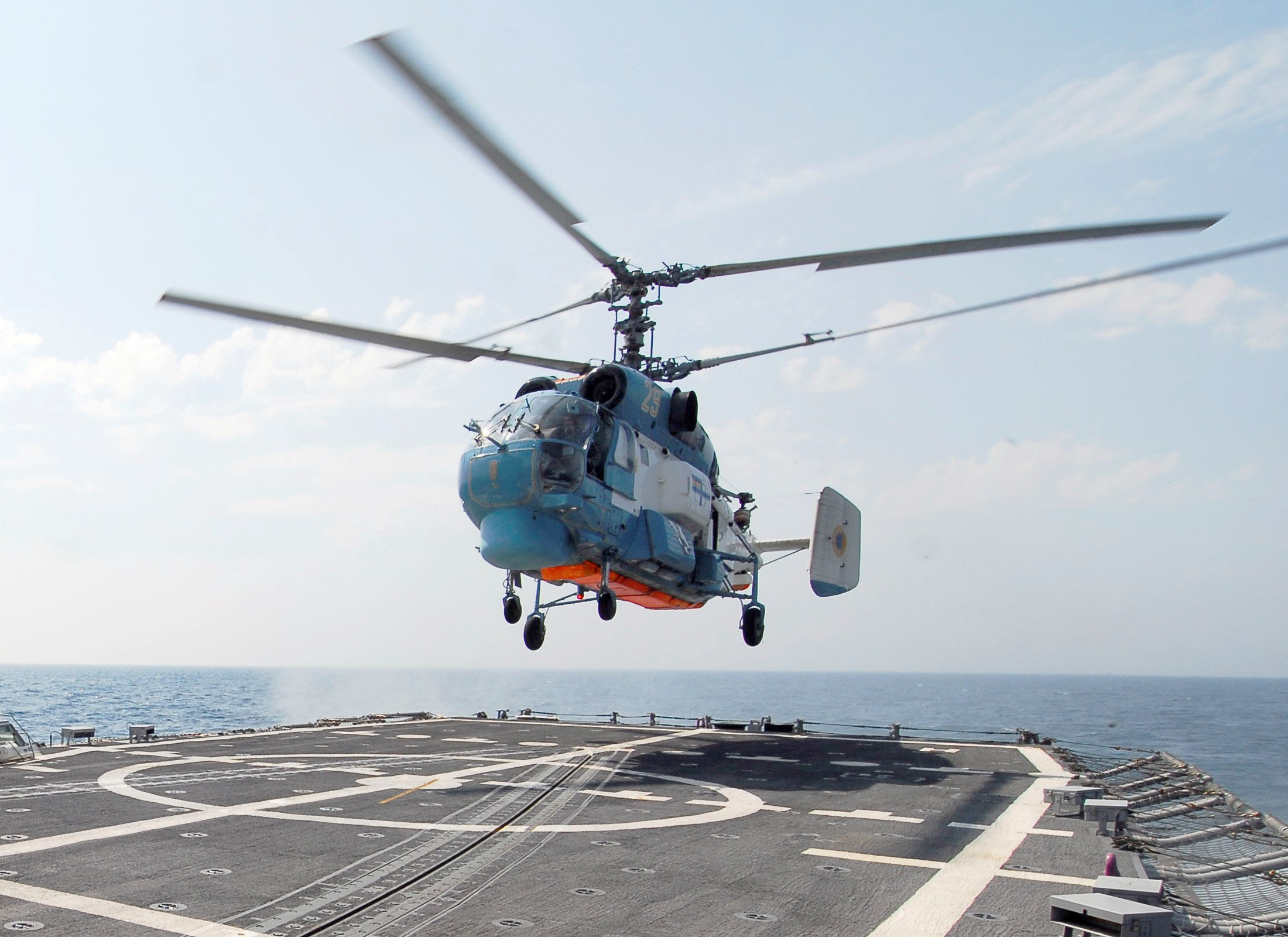
Ka-27PS

### Fuerzas independientes
| Cuerpos | Cuerpos                |
| ------- | ---------------------- |
|         | Operaciones Especiales |
|         | Cuerpo de Marines      |
|         | Defensa territorial    |
|         | Sistemas No Tripulados |
|         | Fuerzas Logísticas     |
|         | Fuerzas de Apoyo       |
|         | Fuerzas Médicas        |

#### Operaciones Especiales

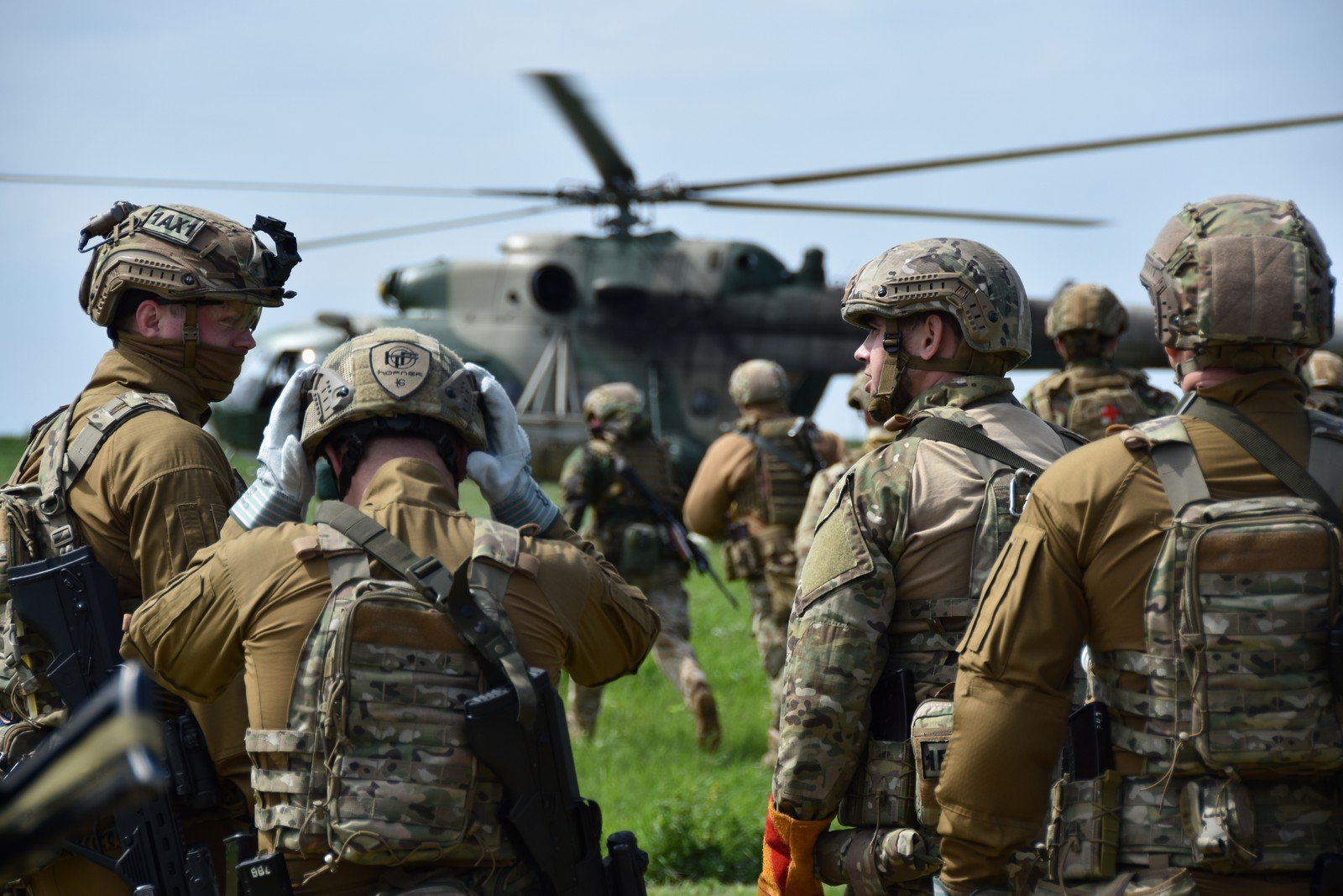
Tropas de las Fuerzas Especiales

Las Fuerzas de Operaciones Especiales de Ucrania (SSO, por sus siglas en ucraniano) son una rama de élite de las Fuerzas Armadas ucranianas, especializada en realizar misiones de alta complejidad que requieren habilidades avanzadas y precisión extrema. Establecidas oficialmente en 2016, las SSO son una respuesta a la creciente necesidad de capacidades militares especializadas en un entorno de seguridad cada vez más desafiante, particularmente en el contexto del conflicto en el este de Ucrania.
Las misiones de las SSO incluyen operaciones de reconocimiento y sabotaje en territorio enemigo, la neutralización de objetivos estratégicos, la recolección de inteligencia en tiempo real, la guerra no convencional y la asistencia a movimientos de resistencia. Estas fuerzas también están preparadas para realizar rescates de rehenes, eliminación de líderes terroristas, y operaciones psicológicas y de guerra cibernética. Las SSO están compuestas por soldados altamente entrenados, seleccionados a través de un riguroso proceso de evaluación física y mental. Están equipadas con tecnología avanzada y operan con una alta autonomía, lo que les permite adaptarse rápidamente a diferentes tipos de misiones. Estas fuerzas trabajan en estrecha colaboración con otras unidades militares de Ucrania y con fuerzas especiales de países aliados, participando en ejercicios conjuntos y operaciones internacionales.

#### Cuerpo de Marines

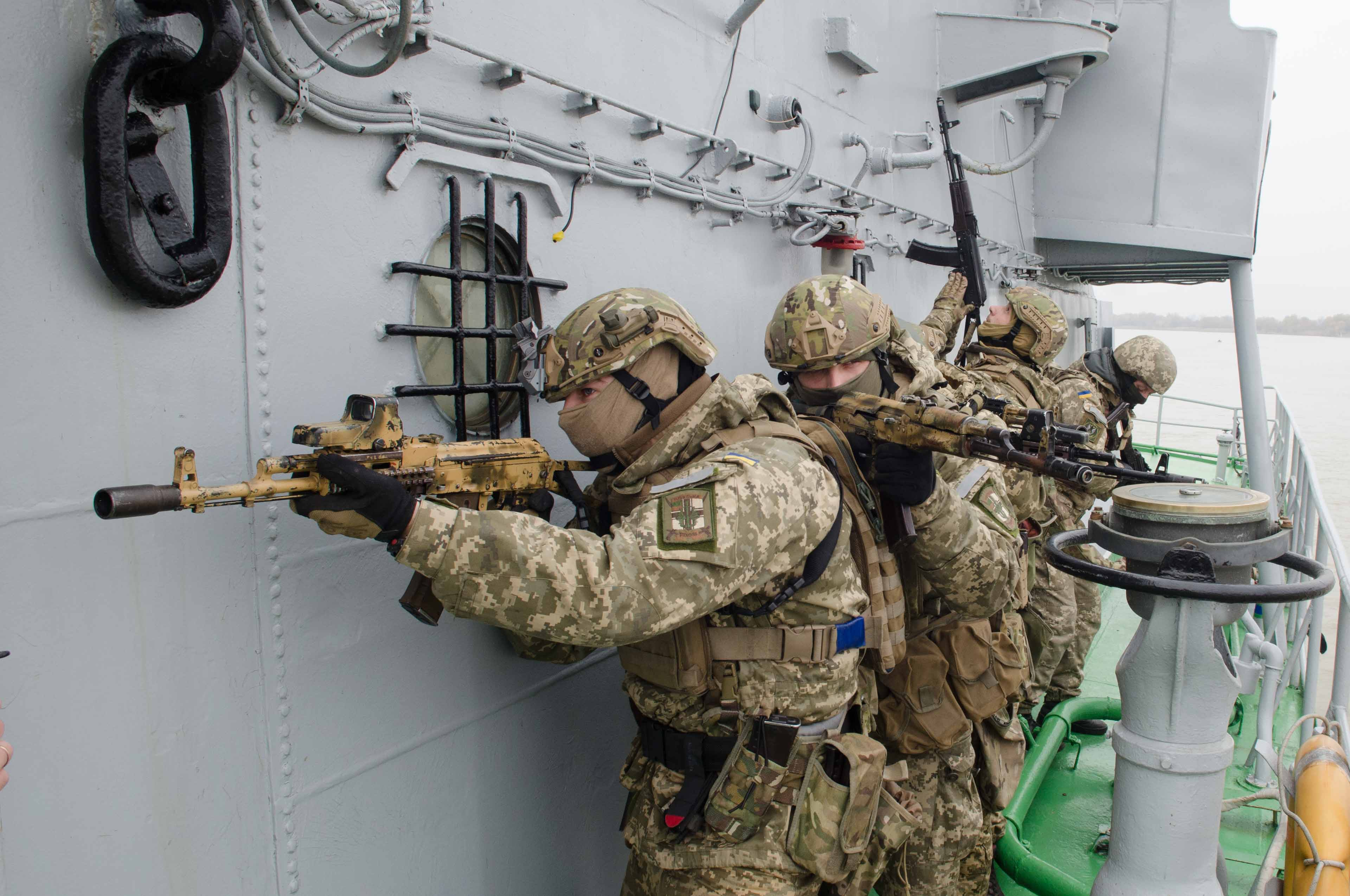
Marines participando en ejercicios de prácticas

El Cuerpo de Marines de Ucrania es una rama especializada de las Fuerzas Armadas de Ucrania, encargada de llevar a cabo operaciones anfibias, la defensa de la costa, y misiones en entornos marítimos y costeros. Fundado en su forma moderna tras la independencia de Ucrania en 1992, el Cuerpo de Infantería de Marina ha sido un componente clave en la defensa del país, especialmente en áreas estratégicas a lo largo del Mar Negro y el Mar de Azov.
Los infantes de marina de Ucrania están equipados con una combinación de armas ligeras, vehículos blindados anfibios y sistemas de artillería, adaptados para operaciones tanto en tierra como en mar. El entrenamiento de los marines ucranianos es riguroso, con un enfoque en operaciones conjuntas con otras ramas de las Fuerzas Armadas, incluyendo la Armada y las Fuerzas de Operaciones Especiales.

### Tropas independientes
| Cuerpos | Cuerpos                                   |
| ------- | ----------------------------------------- |
|         | Tropas de Asalto Aéreo                    |
|         | Tropas de Comunicaciones y Ciberseguridad |

#### Asalto Aéreo
Este cuerpo está destinado a la cobertura vertical del enemigo y las acciones en su retaguardia, que incluye unidades aerotransportadas, móviles y de asalto. Diseñadas para llevar a cabo misiones de combate en la retaguardia táctica y operativa del enemigo que no pueden ser realizadas por otras fuerzas, así como para operaciones de defensa, contraofensivas, especiales, antiterroristas y de mantenimiento de la paz. Estas tropas están en constante preparación para el combate y son el tipo de tropas más versátiles para realizar cualquier tarea en diferentes condiciones.

### Aplicación de la ley
| Cuerpos | Cuerpos            |
| ------- | ------------------ |
|         | Guardia nacional   |
|         | Guardia fronteriza |
|         | Guardia costera    |

#### Guardia nacional
La Guardia Nacional de Ucrania es una fuerza militar con funciones de seguridad interna, que opera bajo la jurisdicción del Ministerio del Interior. Establecida en 1991, disuelta en 2000 y reconstituida en 2014 en respuesta a la creciente inestabilidad en el país, la Guardia Nacional desempeña un papel crucial en la protección del orden público, la defensa del estado, y la seguridad nacional. 
Sus responsabilidades incluyen la protección de instalaciones gubernamentales y estratégicas, la lucha contra el terrorismo, la gestión de emergencias y desastres y el apoyo a las fuerzas armadas en situaciones de conflicto. La Guardia Nacional también participa en operaciones de combate en coordinación con las Fuerzas Armadas de Ucrania, especialmente en áreas afectadas por conflictos armados, como las regiones orientales del país. Además, la Guardia Nacional tiene la misión de mantener el orden durante manifestaciones y eventos públicos, prevenir disturbios civiles y asegurar la estabilidad interna. Está compuesta por unidades altamente entrenadas y equipadas, incluyendo fuerzas especiales, que están preparadas para responder rápidamente a diversas amenazas a la seguridad nacional. El comandante de la Guardia Nacional reporta directamente al ministro del Interior.

#### Guardia fronteriza y costera

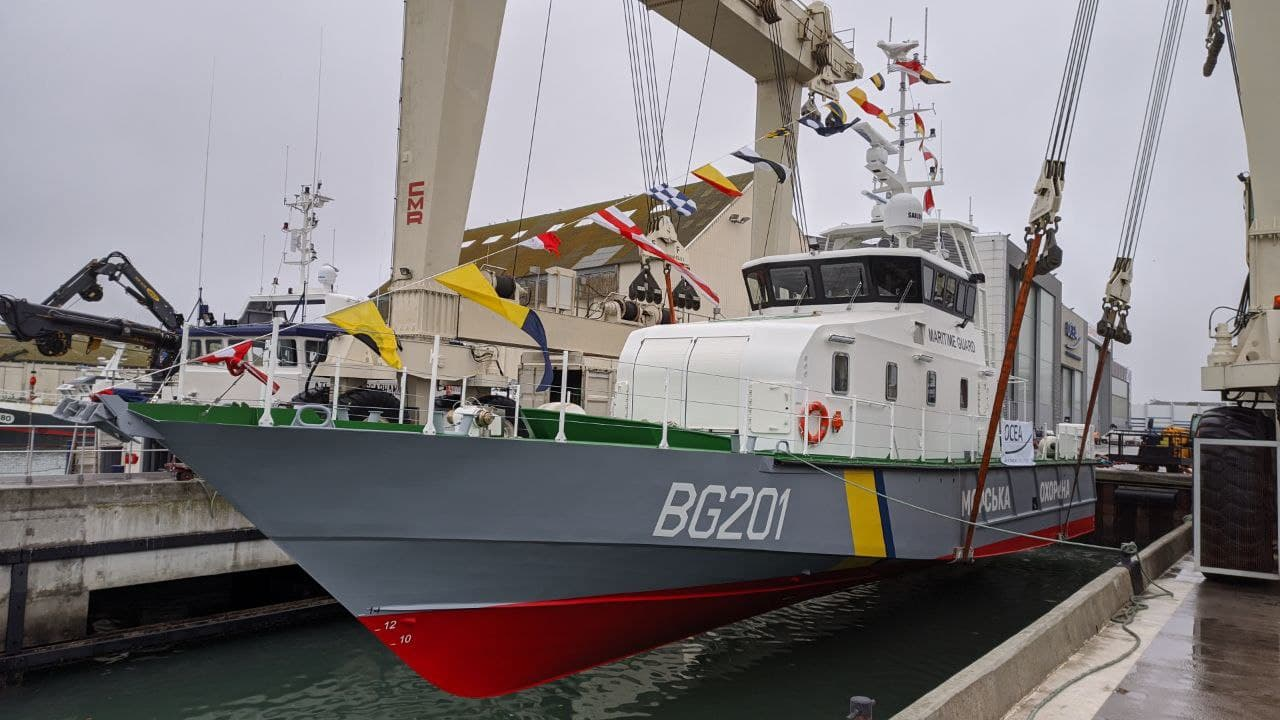
FPB98 de la Guardia Costera

La Guardia Fronteriza de Ucrania es la agencia encargada de la vigilancia y protección de las fronteras terrestres, marítimas y aéreas del país. Esta entidad tiene como misión principal prevenir y combatir actividades ilegales como el contrabando, la migración irregular y el tráfico de personas, además de proteger la soberanía y seguridad del territorio nacional. La Guardia Fronteriza opera bajo la supervisión del Servicio Estatal de Guardia de Fronteras de Ucrania, que depende del Ministerio del Interior.
La Guardia Costera de Ucrania es una rama especializada dentro de la Guardia Fronteriza, responsable de la seguridad en las aguas territoriales y en las zonas económicas exclusivas del país. Esta fuerza se encarga de patrullar las costas, supervisar el tráfico marítimo, y realizar operaciones de búsqueda y rescate, además de prevenir actividades ilícitas como el contrabando y la pesca ilegal. La Guardia Costera también juega un papel esencial en la protección de las infraestructuras marítimas estratégicas y en la defensa de la soberanía marítima de Ucrania.
Ambas entidades trabajan en estrecha coordinación con otras fuerzas de seguridad nacionales e internacionales para enfrentar desafíos complejos y mantener la seguridad en las fronteras y en el mar.

### Servicio de Inteligencia
| Cuerpos | Cuerpos                           |
| ------- | --------------------------------- |
|         | Servicio de seguridad             |
|         | Servicio de inteligencia exterior |
|         | Directorio de inteligencia        |

#### Servicio de Seguridad
Es el organismo estatal de propósito especial con funciones de aplicación de la ley que garantiza la seguridad nacional de Ucrania, reportado al presidente de Ucrania.
El Servicio de Seguridad de Ucrania (SBU, por sus siglas en ucraniano) es la principal agencia de inteligencia y seguridad del país, encargada de la protección de la soberanía nacional, la integridad territorial y el orden constitucional. El SBU heredó gran parte de las estructuras y funciones del antiguo KGB soviético en el territorio ucraniano. Su misión incluye la lucha contra el espionaje, el terrorismo, la corrupción, el crimen organizado y otras amenazas a la seguridad nacional.
El SBU también desempeña un papel crucial en la protección de secretos de Estado, la contrainteligencia, y la seguridad cibernética. Además, colabora con otras agencias de seguridad tanto a nivel nacional como internacional para enfrentar desafíos globales y regionales. El jefe del SBU, nombrado por el presidente de Ucrania, dirige la agencia y reporta directamente al jefe de Estado, reflejando su importancia estratégica en la estructura de seguridad del país.

#### Servicio de Inteligencia Exterior
El Servicio de Inteligencia Exterior de Ucrania (SZRU, por sus siglas en ucraniano) es la agencia de inteligencia responsable de la recolección y análisis de información fuera de las fronteras del país para proteger los intereses nacionales de Ucrania. Establecido en 1991, tras la independencia de Ucrania, el SZRU se centra en la obtención de inteligencia relacionada con amenazas a la seguridad nacional, incluyendo espionaje, terrorismo, crimen organizado internacional y otras actividades que podrían afectar la soberanía y la estabilidad del país.
El SZRU opera en estrecha colaboración con otras agencias de seguridad e inteligencia ucranianas, así como con servicios de inteligencia extranjeros, para abordar desafíos globales y regionales. Su trabajo incluye la vigilancia de actores estatales y no estatales que podrían representar una amenaza para Ucrania, la protección de ciudadanos ucranianos en el extranjero y el apoyo a la formulación de la política exterior del país. El director del SZRU, nombrado por el presidente de Ucrania, dirige la agencia y reporta directamente al jefe de Estado, subrayando la relevancia estratégica de esta entidad en la defensa de los intereses nacionales en el ámbito internacional.

#### Directorio de Inteligencia
La Dirección Principal de Inteligencia de Ucrania (HUR, por sus siglas en ucraniano) es la principal agencia de inteligencia militar del país, encargada de la recopilación, análisis y explotación de información relacionada con amenazas militares y de seguridad a Ucrania. Dependiente del Ministerio de Defensa, la HUR juega un papel clave en la protección de la seguridad nacional, centrándose en la obtención de inteligencia estratégica y táctica tanto dentro como fuera del territorio ucraniano. 
Fundada en 1992, la HUR es responsable de las operaciones de inteligencia en zonas de conflicto, el monitoreo de fuerzas armadas extranjeras, la recopilación de datos sobre amenazas emergentes y la provisión de inteligencia crítica para la planificación y ejecución de operaciones militares. Además, la agencia está involucrada en la ciberinteligencia y en la lucha contra el espionaje militar. El jefe de la HUR, designado por el ministro de Defensa, reporta directamente al liderazgo militar y al presidente del país.

### Servicios relacionados
| Cuerpos | Cuerpos                 |
| ------- | ----------------------- |
|         | Ministerio de defensa   |
|         | Estado mayor            |
|         | Ministerio del interior |
|         | Agencia espacial        |

#### Ministerio de Defensa
Es el cuerpo central del poder ejecutivo y la administración militar, es el principal organismo en el sistema de organismos centrales del poder ejecutivo para garantizar la implementación de la política de defensa estatal en la constitución.
El Ministerio de Defensa de Ucrania es la entidad gubernamental encargada de la política de defensa y la administración de las Fuerzas Armadas del país. El ministerio es responsable de la organización, equipamiento, entrenamiento y dirección general de las fuerzas militares. Su misión principal es garantizar la soberanía y la integridad territorial de Ucrania mediante el desarrollo de una defensa nacional eficaz y la preparación para responder a amenazas externas.
El Ministerio de Defensa trabaja en estrecha colaboración con el Estado Mayor de las Fuerzas Armadas para diseñar y ejecutar la estrategia militar del país. Además, se ocupa de la implementación de reformas militares, la modernización del equipamiento y la mejora de las capacidades defensivas, en línea con los estándares internacionales y la cooperación con organizaciones como la OTAN. El ministro de Defensa, quien encabeza el ministerio, reporta directamente al presidente de Ucrania, que es el Comandante en Jefe de las Fuerzas Armadas.

#### Estado mayor
El Estado Mayor de las Fuerzas Armadas de Ucrania es la principal estructura de mando y control militar en el país, responsable de la planificación estratégica, la coordinación operativa y la supervisión de todas las ramas de las Fuerzas Armadas ucranianas. El Estado Mayor actúa como el órgano de dirección suprema en tiempos de paz y conflicto, asegurando la preparación y la defensa del territorio nacional. Está dirigido por el Jefe del Estado Mayor, quien reporta directamente al ministro de Defensa y en última instancia, al presidente de Ucrania, que es el Comandante en Jefe de las Fuerzas Armadas. El Estado Mayor también juega un papel crucial en la cooperación militar internacional, la modernización de las fuerzas armadas y la implementación de reformas militares destinadas a fortalecer la capacidad defensiva del país, especialmente en el contexto de los desafíos de seguridad regional. 

#### Ministerio del interior
El Ministerio del Interior de Ucrania, es el cuerpo central del poder ejecutivo de Ucrania, cuyas actividades son dirigidas y coordinadas por el Gabinete de Ministros de Ucrania. Es el organismo gubernamental encargado de la seguridad interna, la protección del orden público y la aplicación de la ley en el país. 
Fundado en 1991, tras la independencia de Ucrania, el ministerio supervisa una serie de agencias, incluyendo la Policía Nacional, la Guardia Nacional, los servicios de bomberos y emergencias, y otras fuerzas de seguridad. Además, se ocupa de la política migratoria y de asuntos relacionados con la seguridad ciudadana. Su misión principal es garantizar la seguridad pública, proteger los derechos y libertades de los ciudadanos, combatir la criminalidad, el terrorismo y otras amenazas a la seguridad nacional. El Ministerio del Interior juega un papel clave en la estabilidad interna del país y en la implementación de políticas de seguridad en colaboración con otras agencias gubernamentales.

#### Agencia espacial

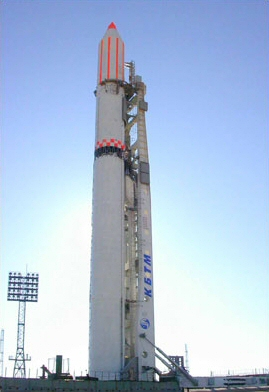
Cohete Zenit-2

La Agencia Espacial Estatal de Ucrania es la entidad gubernamental encargada de supervisar y coordinar todas las actividades espaciales de Ucrania. Establecida en 1992, tras la disolución de la Unión Soviética, la agencia heredó una parte significativa del legado espacial soviético, incluyendo instalaciones de lanzamiento, tecnología espacial y conocimientos técnicos. La SSAU se centra en el desarrollo de satélites, vehículos de lanzamiento y tecnologías de telecomunicaciones espaciales, además de colaborar en proyectos internacionales. Su misión incluye la promoción del avance científico y técnico de Ucrania en el ámbito espacial, así como el fomento de la cooperación internacional en la exploración y el uso pacífico del espacio.

### Organización
La organización de las Fuerzas Armadas de Ucrania se estructura en varios comandos operacionales que gestionan las operaciones militares en diferentes regiones del país, cada uno con una responsabilidad específica para la defensa y el control estratégico. La organización actual es la siguiente:
- Comando Operacional Septentrional: Establecido como un nuevo tipo de distrito militar en el noreste de Ucrania, centrado en la ciudad de Cherníhiv. Originalmente designado como Comando Operacional/Territorial Septentrional, fue renombrado a su nombre actual. Su misión principal es la defensa de la región norte del país.
- Comando Operacional Occidental: Anteriormente conocido como el Distrito Militar de los Cárpatos, fue renombrado bajo el programa estatal. Este comando es responsable de la seguridad y defensa de las fronteras occidentales de Ucrania, abarcando regiones clave que limitan con varios países europeos.
- Comando Operacional Meridional: Antes denominado Distrito Militar de Odesa, también fue renombrado en el proceso de reestructuración. Este comando se encarga de la defensa del sur de Ucrania, incluyendo áreas estratégicas a lo largo del Mar Negro y las fronteras con Moldavia y Rumania.
- Comando Operacional Oriental: Este comando se centra en la defensa del este de Ucrania, una región particularmente crítica debido al conflicto en curso en Donbás. Es responsable de coordinar las operaciones militares y defender las fronteras orientales del país.
- Comando de Fuerzas Conjuntas: Establecido para gestionar y coordinar las operaciones en las zonas de conflicto, especialmente en el este de Ucrania. Su objetivo es unificar el mando de las diversas unidades y garantizar una respuesta coordinada y eficiente a las amenazas militares.

### Instrucción
El reclutamiento se realiza a través de un sistema que combina el servicio militar obligatorio y el alistamiento voluntario. Los ciudadanos ucranianos, principalmente hombres entre 18 y 27 años, están sujetos al servicio militar obligatorio, aunque también existe la opción para mujeres que deseen unirse de forma voluntaria. En tiempos de paz, el servicio militar tiene una duración de 18 meses para los soldados y 12 meses para aquellos con educación superior, aunque este período puede extenderse en tiempos de conflicto o crisis. Una vez que los candidatos son seleccionados, pasan por un riguroso proceso de entrenamiento básico que incluye formación en habilidades militares fundamentales, como el manejo de armas, tácticas de combate, y procedimientos de seguridad. Este entrenamiento se lleva a cabo en diversas instalaciones de formación y centros de entrenamiento en todo el país, donde se enfoca en desarrollar habilidades físicas y mentales esenciales para el servicio militar.
Después del entrenamiento básico, los soldados reciben una formación más especializada según su rol y unidad asignada. Esto puede incluir capacitación en áreas como artillería, inteligencia, ingeniería, o comunicaciones. Además, las fuerzas armadas realizan ejercicios continuos y simulaciones para asegurar que el personal esté preparado para una variedad de escenarios operacionales.
El proceso de formación está diseñado para adaptarse a las necesidades cambiantes de las Fuerzas Armadas de Ucrania (FAU) y a las amenazas emergentes, asegurando que los miembros de las fuerzas armadas estén bien equipados para enfrentar los desafíos de la defensa nacional. La instrucción y el entrenamiento son fundamentales para mantener la eficacia y la cohesión de las FAU, permitiendo a Ucrania responder de manera efectiva a cualquier situación de crisis o conflicto.
| Ciudad   | Nombre                                                        |
| -------- | ------------------------------------------------------------- |
| Leópolis | Academia de las Fuerzas Terrestres Hetman Petró Sahaidachny   |
| Odesa    | Academia Naval Almirante Najímov                              |
| Járkov   | Universidad Nacional de la Fuerza Aérea Iván Kozhedub         |
| Kiev     | Universidad de Defensa Nacional de Ucrania Ivan Chernyajovsky |
| Kiev     | Hospital Clínico Jefe Militar                                 |

## Presupuesto y proveedores

### Presupuesto
El gasto militar de Ucrania entre 2003 y 2024 ha experimentado fluctuaciones significativas debido a diversos factores geopolíticos y económicos. En los primeros años de este período, de 2003 a 2013, el gasto militar de Ucrania fue relativamente modesto, reflejando una época de estabilidad relativa y la falta de amenazas inmediatas a la seguridad nacional. La anexión de Crimea por Rusia en 2014 marcó un punto de inflexión. Este evento, junto con el conflicto en el este de Ucrania, llevó a un aumento drástico en el gasto militar. 
En los años siguientes, el gasto militar continuó aumentando, respaldado por la asistencia financiera y militar de aliados occidentales, incluidos Estados Unidos y la Unión Europea. Esta tendencia se mantuvo, alcanzando su punto máximo en 2022-2023 durante la invasión rusa a gran escala en febrero de 2022. La guerra intensificó la necesidad de un gasto militar aún mayor, destinado a la defensa y la recuperación del territorio ocupado.
Presupuesto por año
| Gráfica de evolución de gasto militar por año (en miles de millones de dólares) entre 2003 y 2024 |
|                                                                                                   |

## Unique pioneers
The Defense Forces of Ukraine for the first time in world history:
• Destroyed a ship with a naval drone;
• Destroyed a submarine with a cruise missile;
• They started shooting down Russian drones;
• Destroyed a fighter jet with a naval drone using an air-to-air missile;
• Strategic bombers were destroyed by FPV drones , conducting a unique special operation "spider web".

### Proveedores
| Proveedores nacionales y extranjeros de las fuerzas armadas de Ucrania |
| --- |
| Proveedores nacionales - Ukroboronprom - Antónov - Mayak - Kuznya na Rybálskomu - Fábrica de Automóviles de Kremenchuk - Motor Sich - Bogdan Group - RPC Fort Proveedores extranjeros - Estados Unidos - Reino Unido - Francia - Unión Europea - Australia - Canadá - Israel - Polonia - República checa - Turquía - Japón - Georgia |